# Zoo Tycoon 2
 (janvier 2017).
Si vous disposez d'ouvrages ou d'articles de référence ou si vous connaissez des sites web de qualité traitant du thème abordé ici, merci de compléter l'article en donnant les références utiles à sa vérifiabilité et en les liant à la section « Notes et références ».
Zoo Tycoon 2 est le deuxième jeu de la série Zoo Tycoon, qui permet de créer un zoo et de le gérer, tout comme dans le premier opus.

## Système de jeu
Le mode campagne propose plusieurs campagnes sur divers thèmes à réaliser pour obtenir des objets bonus dans le jeu (par exemple : la préservation des espèces, les reportages photos, etc.).
Le mode défi laisse le choix de la carte et le montant alloué au zoo dès le départ, lors de ce mode, différents défis sont proposés aléatoirement, ces défis peuvent être relevés ou refusés. On peut ainsi gagner le droit d'utiliser de nouveaux objets en mode libre, par exemple, dans l'extension Marine Mania, on peut débloquer le thon vivant (accessoire).
Le mode libre permet une totale liberté de création, l'argent est illimité, tous les objets sont accessibles (sauf ceux qui n'ont pas été débloqués lors des campagnes et défis) ainsi que tous les animaux. Il n'y a pas d'objectifs particuliers à réaliser.
Il existe 14 différents biomes, chacun composé de plantes, rochers et arbres spécifiques afin d'intégrer au mieux les animaux dans ceux-ci. L'okapi par exemple ne sera comblé que dans le biome Forêt tropicale humide, tandis que le Kangourou roux n'apprécie que le biome Semi-désert.

## Animaux et biomes
Beaucoup d'animaux sont disponibles dans ce jeu, et il existe plusieurs biomes. La liste complète est sur l'article détaillé dont le lien est ci-dessus.

## Zoopédie
La zoopédie est l'aide de jeu sur Zoo Tycoon, cette encyclopédie tirée de l'encyclopédie Encarta pour certaines informations sur les animaux et biomes, est une aide précieuse et une mine d'information sur les différents animaux, objets, biomes, minéraux et flores de Zoo Tycoon 2.

## Extensions officielles et packs
Les extensions du jeu Zoo Tycoon 2 forment le cœur de la stratégie de revenue de cette licence de Blue Fang Games. Zoo Tycoon 2, sorti en novembre 2004, est complété par quatre extensions sorties entre 2005 et 2007, par un pack sorti en 2006 (Zoo Tycoon 2: Dino Danger) et par du contenu additionnel en téléchargement payant, constitué principalement d'animaux ou objets supplémentaires.
- Zoo Tycoon 2 : Espèces en danger (2005)
- Zoo Tycoon 2 : aventures Africaines (2006)
- Zoo Tycoon 2: Marine Mania (2006)
- Zoo Tycoon 2: Dino Danger  (2006, pack)
- Zoo Tycoon 2 : Animaux disparus (2007)

Divers packs non-officiels développés par des amateurs, fonctionnent comme des extensions, et ajoutent du contenu dans le jeu.

## Portages

### Zoo Tycoon 2 DS
Zoo Tycoon 2 DS est l'adaptation de Zoo Tycoon 2 sorti en 2008 sur Nintendo DS. Le jeu a été développé par Altron et édité par THQ.

### Zoo Tycoon 2 Mobile
Zoo Tycoon 2 Mobile est l'adaptation du jeu Zoo Tycoon 2 sur téléphones portables. Elle est sortie en 2004, éditée par In-Fusio sur les technologies BREW, DoJa, ExEn et J2ME.

## Rééditions

### Zoo Tycoon 2: Zookeeper Collection
Zookeeper Collection, sorti en octobre 2006, contient le jeu ainsi que les extensions Endangered Species et African Adventure.

### Zoo Tycoon 2: Ultimate Collection
Zoo Tycoon 2: Ultimate Collection, sorti en septembre 2008, contient le jeu ainsi que les quatre extensions, toutes les campagnes et le pack Dino Danger.